# 40104 Stevekerr
40104 Stevekerr è un asteroide della fascia principale. Scoperto nel 1998, presenta un'orbita caratterizzata da un semiasse maggiore pari a 2,993403 UA e da un'eccentricità di 0,083657, inclinata di 10,741075° rispetto all'eclittica. Ha un diametro di 8,829 km. Ha un periodo di rotazione di 4,475 ore.